# Кевін Денке
Ауеке Стів Кевін Денке (фр. Ahoueke Steeve Kévin Denkey, нар. 30 листопада 2000, Ломе, Того) — тоголезький футболіст, нападник бельгійського клубу «Серкль Брюгге» та національної збірної Того.

## Ігрова кар'єра

### Клубна
Кевін денке народився в Того і місті Ломе. Та ще в юнацькому віці разом з батьками перебрався ло Франції, де у 2014 році став гравцем футбольної академії клубу «Нім». У січні 2017 року Денке зіграв першу гру в основі у турнірі Ліги 2.
На початку 2019 року Денке відправивсяу піврічну оренду у клуб «Безьє». Після повернення з оренди нападник зайняв постійне місце в основі команди.
У січні 2021 року Кевін Денке підписав контракт з бельгійським клубом «Серкль Брюгге».

### Збірна
У вересні 2018 року у матчі кваліфікації Кубка африканських націй проти команди Беніну Кевін Денке дебютував у складі національної збірної Того.